# Renseignement militaire

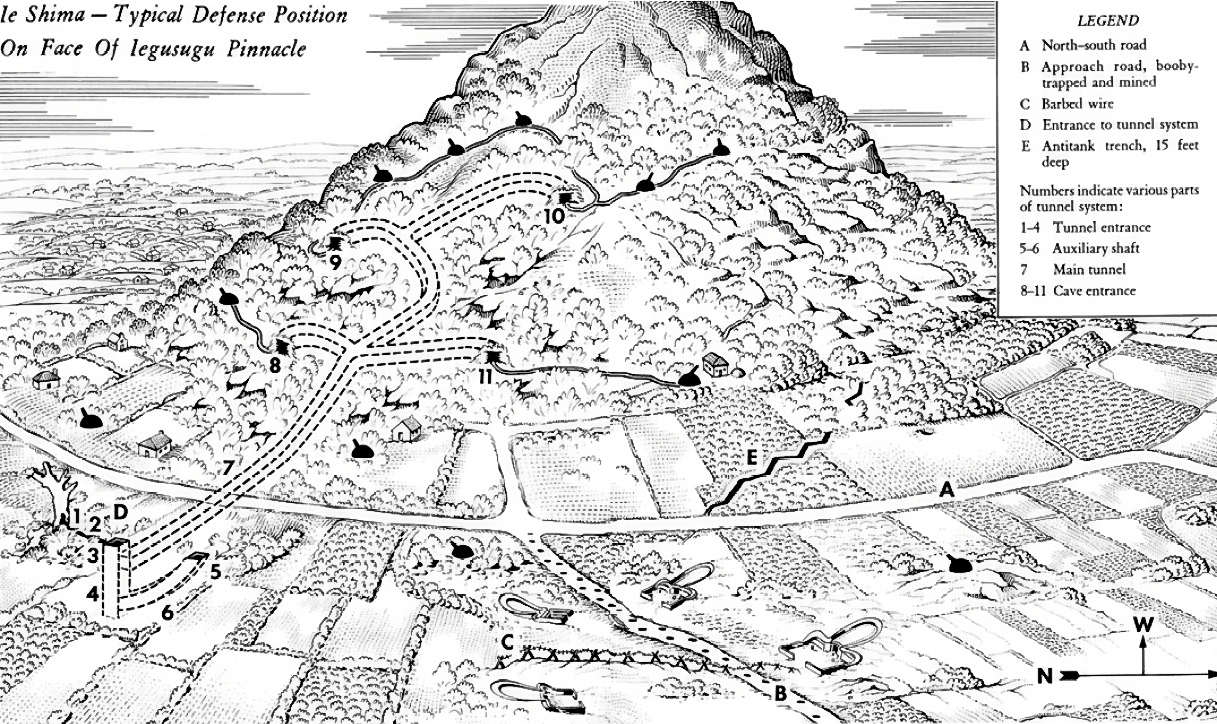
Évaluation des positions de défense établie par le renseignement militaire lors de la bataille d'Okinawa, 1945.

Le renseignement militaire (military intelligence en anglais ; abrégé MI int. dans le Commonwealth, ou Intel. aux États-Unis) est une discipline militaire qui se concentre sur le recueil, l'analyse et la diffusion d'informations, sur l'activité adverse, ses moyens, ses méthodes, le terrain, et tout domaine pouvant présenter un intérêt militaire. Les activités de renseignement sont conduites à tous les niveaux, tactiques, opératifs et stratégiques, en temps de paix comme dans un conflit.

## Description
La plupart des forces armées disposent de services de renseignement militaire, avec des unités spécialisées dans le recueil de l'information. Elles utilisent du personnel de renseignement à chaque échelon[pas clair], jusqu'au niveau des bataillons. Des officiers de renseignement (appelés Officier G2, l'acronyme 'G' pour General Staff, dans les forces de l'OTAN) et des soldats affectés au renseignement militaire peuvent être choisis[pas clair] pour leurs capacités et aptitudes particulières (capacités d'analyse et linguistique en particulier). Ils reçoivent une formation dans ces disciplines.
Ceci est une importante fonction de soutien opérationnel[pas clair] et est considéré comme un multiplicateur de force[pas clair]. En France, l'Armée de terre, l'Armée de l'air et la Marine nationale disposent de capacités de renseignement. 

## Liste de services de renseignement militaire
- Algérie :
  - Direction Centrale de la Sécurité de l'Armée
- Allemagne :
  - Amt für den Militärischen Abschirmdienst
- Autriche:
  - Heeresnachrichtenamt
- Belgique :
  - Service général du renseignement et de la sécurité
- Canada :
  - Commandement du renseignement des Forces canadiennes
  - Corp du renseignement canadien
- Corée du Sud :
  - Defense Security Support Command
  - Unité de renseignement militaire
- Danemark
  - Forsvarets Efterretningstjeneste
- Espagne :
  - CIFAS
- États-Unis :
  - Defense Intelligence Agency
  - National Security Agency
  - Central Security Service
  - United States Army Intelligence and Security Command
  - Air Force Intelligence, Surveillance and Reconnaissance Agency (en)
  - Office of Naval Intelligence
  - Marine Corps Intelligence Activity (de)
  - Coast Guard Intelligence
  - Intelligence Support Activity
  - National Geospatial-Intelligence Agency
  - National Reconnaissance Office
  - Defense Counterintelligence and Human Intelligence Center (Contre-espionnage militaire)
- Finlande :
  - Pääesikunnan tiedusteluosasto
- France :
  - Direction du Renseignement militaire
  - Direction du renseignement et de la sécurité de la Défense
- Israël :
  - Aman
- Italie :
  - AISE
- Maroc :
  - Deuxième Bureau
  - Cinquième Bureau
- Norvège :
  - Etterretningstjenesten
- Pakistan :
  - Inter-Services Intelligence
- Pays-Bas :
  - Militaire Inlichtingen- en Veiligheidsdienst
- Portugal :
  - Serviço de Informações Estratégicas de Defesa
- Russie :
  - GRU
- Serbie :
  - Direction du renseignement et reconnaissance
- Tchéquie :
  - Vojenské zpravodajství